# Musica post-industriale
Il termine musica post-industriale, alla quale ci si riferisce anche con il suo equivalente inglese post-industrial music, è un termine ombrello con cui si indicano tutti quei generi musicali emersi dagli anni '80 che hanno mescolato stili musicali vecchi e nuovi con stilemi tipici della musica industriale. Il termine industrial, infatti, aveva visto la sua prima applicazione in relazione alla musica nella metà dagli anni '70 con la nascita della Industrial Records. Gli artisti che gravitavano attorno a tale etichetta vennero appunto definiti industrial. Il genere si diffuse in breve tempo in tutto il mondo occidentale, trovando terreno fertile anche in Oriente ed in Giappone, generando così le ramificazioni che oggi costituiscono la musica post-industriale.

## Musica industriale
La "musica industriale" comprende molti stili di musica sperimentale, includendo anche molte forme di musica elettronica. Il termine fu coniato nella metà degli anni '70 per definire gli artisti della Industrial Records, le cui sperimentazioni univano rumorismo a tematiche controverse. La produzione di questi artisti spaziava poi dalla musica alla mail art, dalla performance art ad altre discipline artistiche. Le figure di punta di questo movimento includevano gruppi ed artisti come Throbbing Gristle, Cabaret Voltaire, Boyd Rice, SPK, ai quali si unirono poi Z'EV. Test Dept, Clock DVA, Nocturnal Emissions, Whitehouse, Laibach, e The Leather Nun. I tedeschi Einstürzende Neubauten svilupparono una propria attitudine stilistica che univa percussioni metalliche, chitarre e strumenti non convenzionali, realizzando performance che spesso danneggiavano le strutture in cui si esibivano.

## Sviluppi della musica industriale: La musica post-industriale
(Intervista a Genesis P. Orridge - Edizione italiana a cura di Paolo Bandera, Manuale di cultura industriale, REsearch 1983 - Shake edizioni 1998)

### Ambient industrial
I progetti di musica ambient industrial come i Coil, Lilith, Nurse with Wound, Lustmord, e Zoviet France, furono evoluzioni della musica industriale nei successivi anni '80. Questi artisti continuavano ad utilizzare materiali non musicali e rumori, ma meno caustici di altre evoluzioni post-industriali. Gli ultimi materiali registrati in studio dai Throbbing Gristle come In the Shadow of the Sun and Journey Through a Body si dirigevano già verso le intuizioni dark ambient sviluppate poi da gruppi che nacquero dallo scioglimento dei TG, come i Coil o Chris & Cosey.
Altri artisti furono Hafler Trio, MRT, PGR, Controlled Bleeding, Nine Inch Nails (Ghosts I-IV), Rapoon, e più recentemente Techno Animal,
oppure compositori di game music come Akira Yamaoka, Robin Rimbaud, Final e Deutsch Nepal.

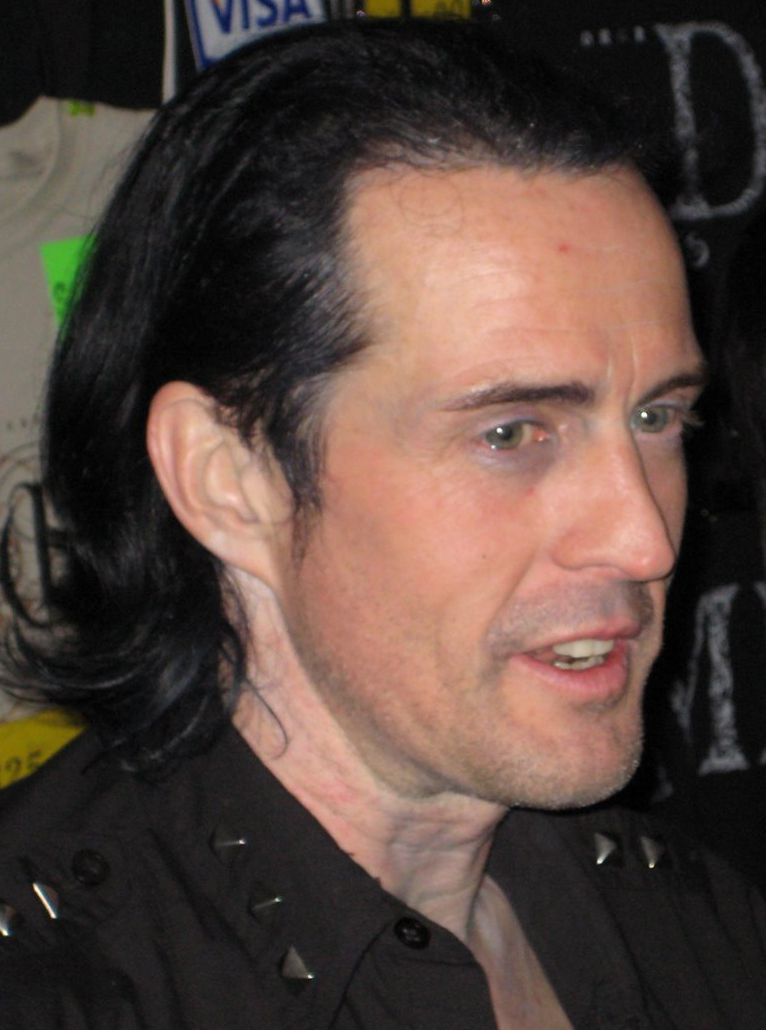
Nivek Ogre degli Skinny Puppy, un gruppo electro-industrial

### Electro-industrial
La musica electro-industrial si distingue dalla Electronic body music, e nasce nella metà degli anni '80. Se la EBM è caratterizzata da strutture minimali e produzione pulita, la electro-industrial ha un suono profondo, complesso e stratificato. Pionieri di questo stile furono musicisti come Skinny Puppy, Front Line Assembly e :wumpscut:. Intorno alla metà degli anni '90 dalla electro-industrial scaturirono generi come la dark electro e la aggrotech. Altri artisti da menzionare possono essere gli Haujobb, i Lab Report ed i Leæther Strip.

### Electronic body music
La electronic body music combina elementi della musica industriale a sonorità tipiche della electronic dance music. Il nome fu coniato da Ralf Hütter dei Kraftwerk nel 1978 a proposito delle sonorità più corporee del loro album Die Mensch-Maschine.. La EBM ebbe i primi sviluppi in Belgio, quando il termine fu ripreso e riadattato al senso corrente dai Front 242 nel 1984, per descrivere il loro EP No Comment, realizzato in quell'anno. Attualmente il termine descrive un certo tipo di musica elettronica da ballo che mescola synthpunk ed industrial music. Altri artisti EBM possono essere considerati gli Armageddon Dildos, Die Krupps, à;GRUMH..., A Split-Second, And One, Bigod 20, The Neon Judgement, e gli Attrition.

### Industrial hip hop
L'industrial hip hop fonde tematiche ed estetiche dell'industrial con la musica hip hop. Il genere trova le sue origini nella musica di Mark Stewart ed Adrian Sherwood. I Disposable Heroes of Hiphoprisy di San Francisco e gli inglesi Meat Beat Manifesto, furono poi fra i primi sperimentatori del nuovo genere.

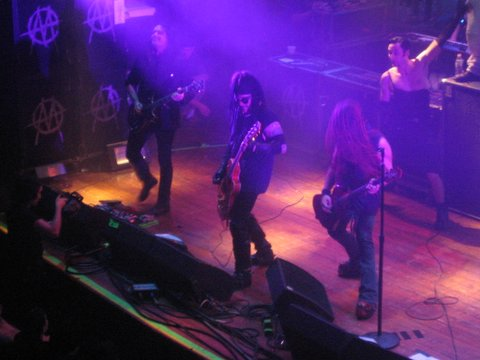
Al Jourgensen con i Revolting Cocks, un gruppo industrial metal

### Industrial rock e industrial metal
Il termine industrial rock fu utilizzato per descrivere quei gruppi che, parallelamente ai primi artisti della musica industriale, svilupparono intuizioni simili, mescolando alla classica strumentazione rock (Chitarra elettrica, basso e batteria) anche rumore bianco ed elementi di musica elettronica (sintetizzatori, sequenzer, semper e drum machine). Le chitarre sono perlopiù distorte o molto effettate e gli strumenti tipici del rock possono essere suonati dal vivo o campionati. Tra i primi gruppi a sviluppare queste caratteristiche sono da menzionare gruppi post punk come Chrome, Killing Joke, Swans, Big Black, e Foetus.. La scena vide una naturale evoluzione verso l'industrial metal con gruppi come Ministry, Godflesh, KMFDM and Nine Inch Nails. Questi gruppi furono fortemente influenzati dall'Heavy metal.

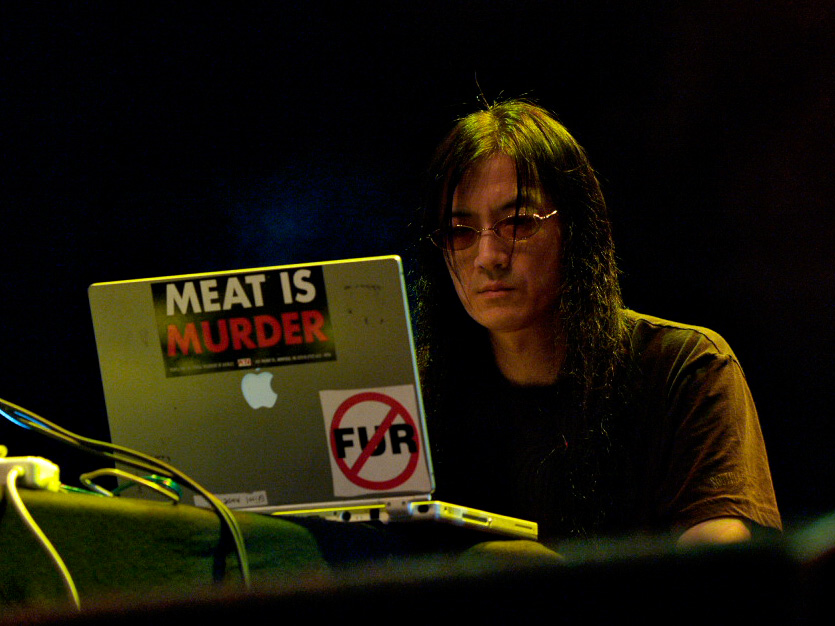
Merzbow nel 2007

### Japanoise
Il termine Japanoise nasce dalla crasi fra le parole Japan e Noise, ed indica la scena rumoristica giapponese. Nata fra la fine dei '70 ed i primi '80, la scena Japanoise è caratterizzata da un forte senso di libertà che si concretizza anche nello sfuggire a definizioni certe. Il Japanoise va da gruppi di decostruzionismo punk rock come gli Hanatarash o la loro conseguente evoluzione psichedelica, i Boredoms, alla elettronica da tavolo degli Incapacitants o di Merzbow.. La scena prese ispirazione dagli esordi della power electronics unita a tematiche BDSM.

### Neofolk e martial industrial
La scena neofolk vede la sua nascita con gruppi e musicisti come Douglas Pearce dei Death In June, Tony Wakeford dei Sol Invictus e David Tibet dei Current 93, e dalle loro collaborazioni l'uno con l'altro. Questi musicisti furono in primo nucleo di artisti che incorporarono nei loro brani elementi della musica tradizionale europea, mescolandoli con elettronica ed elementi della musica sperimentale e della musica industriale. Il genere comprende una serie di tematiche che vanno dalla musica folk, all'eternità, all'alchimia, al neopaganesimo, a tematiche del romanticismo e dell'occultismo. Il neofolk spesso sfocia in altri generi come il martial industrial. il termine folk apocalittico invece precedette il termine neofolk e fu usato da David Tibet nei tardi anni '80.

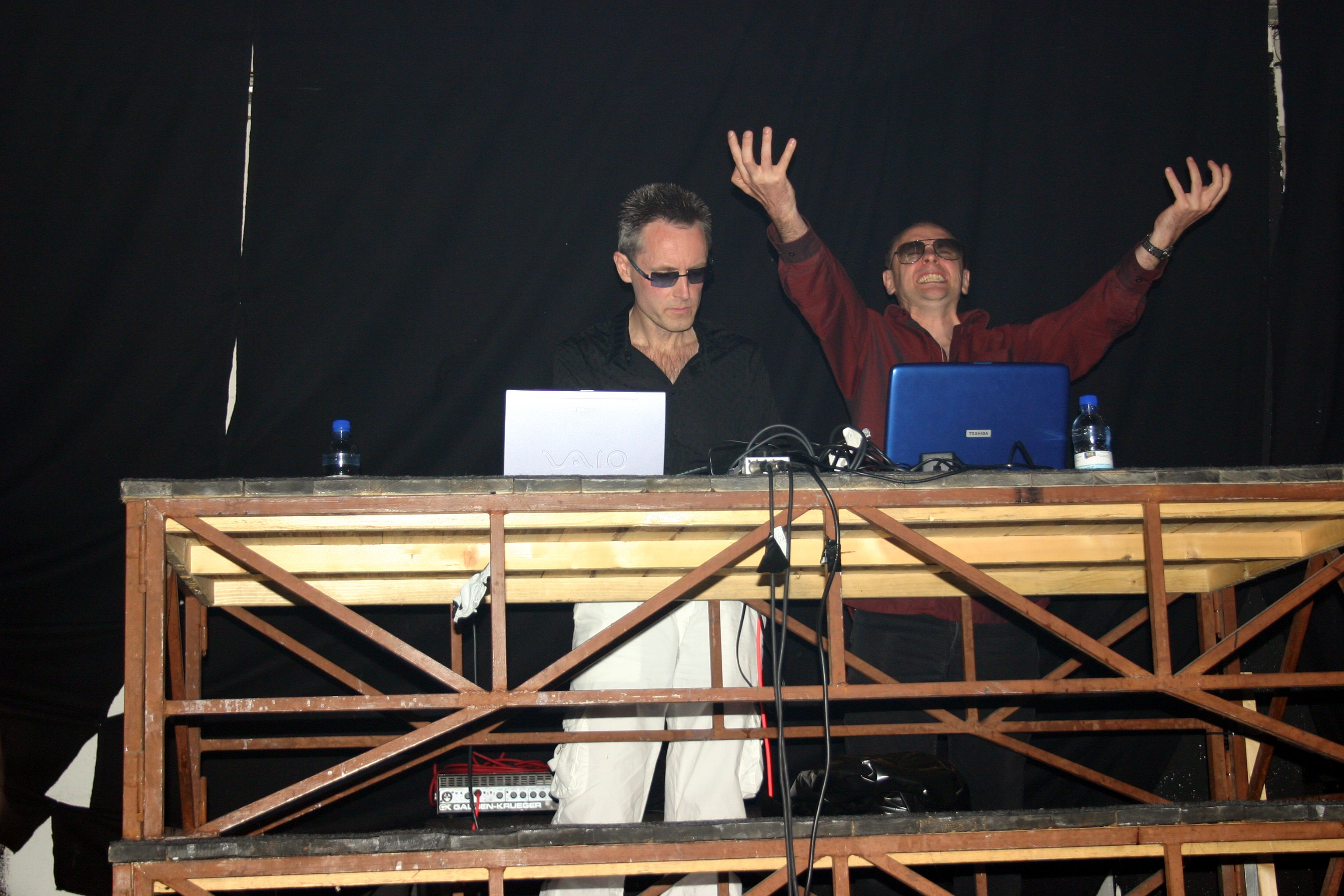
Whitehouse, gli inventori dello stile power electronics

### Power electronics
Il termine power electronics fu coniato da William Bennett per descrivere il suo gruppo di musica rumorista chiamato Whitehouse. La power electronics consiste in una ricerca rivolta verso stridenti onde di feedback, mescolate ad onde pulsanti e molto basse prodotte generalmente da sintetizzatori analogici e frequenze molto alte e fastidiose. La voce, distorta ed urlata porta spesso liriche offensive e cariche di odio. Profondamente atonale, questa musica non presenta melodie convenzionali, ne ritmiche. Dagli Whitehouse nacquero poi altri progetti come Sutcliffe Jügend. Un genere spesso paragonato alla power electronics è la death industrial di gruppi come The Grey Wolves,, Brighter Death Now, o ad artisti dell'etichetta svedese Cold Meat Industry.

### Power noise
La musica power noise, anche conosciuta con il nome di rhythmic noise, prende ispirazione dalle forme più strutturate e distorte delle prime manifestazioni della musica industriale europea, come gli Esplendor Geométrico. Un antecedente può poi essere considerato il gruppo belga dei primi anni '90 Dive. I gruppi power noise mescolavano il rumorismo con varie forme di electronic dance music. Il termine fu coniato da Raoul Roucka dei Noisex nel 1997, che intitolò una delle sue tracce "United (Power Noise Movement)".. Generalmente questo genere è basato su ritmiche distorte generate spesso dalla Roland TR-909, battuta 4/4 dal tono militaresco ed assenza di cantato. Qualche volta vi è l'aggiunta di componenti melodiche, ma sempre assoggettate alla componente ritmica. I brani di Power noise sono generalmente strutturati e ballabili, e saltuariamente astratti. Questo genere vanta festival dedicati ed importanti come il Maschinenfest festival a Krefeld in Germania, oppure l'Infest a Bradford in Inghilterra. Fra gli artisti da menzionate vi sono gli Imminent Starvation, gli Axiome, i Converter, ed i Terrorfakt. Etichette specializzate su questo genere sono le tedesche Ant-Zen e Hands Productions. La Technoid emerse da questa scena musicale traendo ispirazione dalla IDM, dalla experimental techno e dal rumorismo.